# Beaver Bay
Beaver Bay är en ort i Lake County i Minnesota. Vid 2010 års folkräkning hade Beaver Bay 181 invånare.